# ستافورد رينجرز
ستافورد رينجرز (بالإنجليزية: Stafford Rangers F.C) هو فريق لكرة قدم إنجليزي، يلعب في الدوري الإنجليزي الممتاز، يعتبر من بين منافسي تاموورث وهدنسفورد تاون وبيرتن ألبيون وتيلفورد يونايتد.